# 안드레아 단돌로

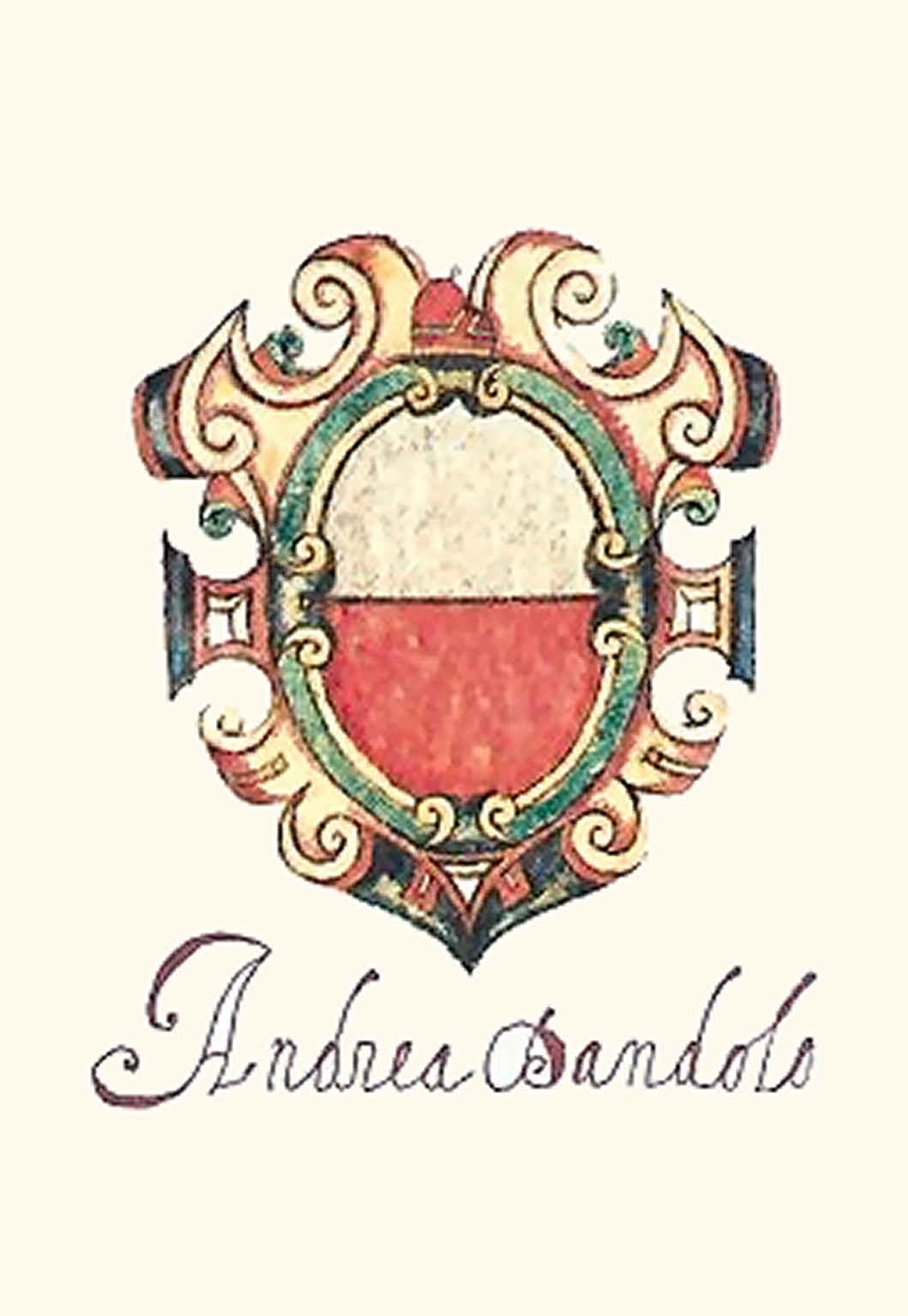
안드레아 단돌로의 문장.

안드레아 단돌로(Andrea Dandolo, 1306년 – 1354년 9월 7일)는 제54대 베네치아 공화국의 도제이며, 1343년에 선출됐다.

## 생애
파도바 대학교에서 역사 기록학, 법학을 공부한 안드레아 단돌로는 도제로 선출될때까지 파도바 대학교의 법학 교수로 있었다. 그는 4명의 도제와 여럿 제독들, 중요한 시민들을 배출해내고 12세기에서 15세기까지 베네치아 정치에서 중요한 역할을 했었던 베네치아의 오래된 귀족 가문 단돌로 가의 후손이다. 그는 피에트로 단돌로의 현손자이기도 하다.
베네치아 공직 사회에서 안드레아의 명성 성장은 빨랐다. 1331년 겨우 25세의 나이로 산마르코 대성당의 재정부장으로 임명되었다.

## 도제
그는 1343년 37세의 나이에 도제가 되었다.
단돌로는 예술의 후원자로도 알려져 있다. 산마르코 대성당에 산이시도로 채플을 추가 건설했으며, 팔라 도로 교체 작업을 감독했고 세례장에 장식을 더하였다.
그는 1346년에 공화국의 관련 모든 법률을 집계한 법적 체계를 정식으로 발표하며, 베네치아의 법조문을 개혁했다. 단돌로는 그에 대해서 "부패하지 않고, 자기 나라에 대한 열정과 사랑으로 가득하며, 박식하고 유창하며, 현명하고, 유쾌하며 인도적인 사내." 라고 쓴 페트라르카의 친구이기도 했다.
그의 임기는 수백명의 사상자와 수많은 건물이 파괴를 야기한 파괴적인 1348년 1월 25일의 지진, 1350년까지 지속된 흑사병의 끔찍한 발발이 일어난 것으로 추정되며, 베네치아에게 있어 어려운 역경을 겪었다. 1348년과 1350년 사이에는 인구의 3분의 1이 사망하기도 했다.
또한 베네치아는 1345년 가장 고귀한 공화국을 상대로 일어난 자다르의 7차례의 반란 이후 헝가리와의 처참한 전쟁을 견뎌냈다. 헝가리와 동맹을 맺은 제노바는 파냐니노 도리아의 지휘하의 강력한 함대를 아드리아해에 배치하여 베네치아의 영토를 파괴하고 위협을 주었다. 베네치아는 1353년 로에라의 위대한 해전 승리로 구원받았다.
단돌로는 젊은 나이에 사망했고 산마르코 대성당에 묻힌 마지막 도제가 되었다.

## 출판물
단돌로는 베네치아의 역사를 라틴어로 쓴 두 연대기를 저작했으며, 하나는 1344년과 1351/52년 사이에 쓴 《Chronica per extensum descripta aa. [ad annum] 46–1280 d.C. [dopo Cristo]》, 1342년 이전에 쓴 《Chronica brevis aa. 46–1342 d.C.》이다. 두 연대기 모두 무라토리의 《Rerum Italicarum Scriptores》(이탈리아의 문인들에 관하여) 콜렉션의 볼륨 12(volume XII)에서 발견되었다.

## 가족
단돌로 가의 분가가 현재 프랑스에서 거주중이며, 이들은 안드레아 단돌로의 직계 후손들이다. 피카르디에 정착한 이들 중 일부는 이탈리아 귀족들이고 백작 작위를 지녔다.

## 참고 서적
- Madden, Thomas F (2012). 《Venice : A New History》 (Hardback). New York: Viking. ISBN 978-0-670-02542-8.

| 공직                         | 공직                                 | 공직                 |
| ---------------------------- | ------------------------------------ | -------------------- |
| 이전 바르톨로메오 그라데니고 | 베네치아 공화국의 도제 1343년–1354년 | 이후 마리노 팔리에로 |